# 77.ª División (Ejército Popular de la República)
La 77.ª División fue una de las divisiones del Ejército Popular de la República que luchó a favor del bando republicano durante la guerra civil española. Concretamente, fue la última división que se creó en el seno del Ejército republicano.

## Historial
La 77.ª División fue creada oficialmente el 31 de diciembre de 1938, ya iniciada la Ofensiva franquista sobre Cataluña. Fue puesta bajo el mando del comandante de infantería Rafael Durán Martínez y solo la 245.ª Brigada Mixta —que también era de reciente creación— fue la única unidad que quedó adscrita a la división. Por su parte, la 77.ª División fue integrada dentro del XXIV Cuerpo de Ejército. En los últimos días de enero intentó organizar un dispositivo defensivo a lo largo del río Tordera, junto a la 242.ª Brigada Mixta. Enlazando con esta, se situó en el curso medio del río el 27 de enero. Le fue imposible mantener la resistencia y hubo de retirarse hacia Vich, que perdió el 1 de febrero. Después de esto se podía considerar prácticamente disuelta.